# Stadsmeierrecht
Het Stadsmeierrecht is een stelsel van regels die de rechten en plichten van de huurders van stadsvenen in de Groninger Veenkoloniën regelden. De stad Groningen was eigenares van een groot gedeelte van de veenkoloniën en verhuurde deze op basis van de door haar opgestelde conditiën van verhuiringhe. Deze huurovereenkomsten waren onopzegbaar en de huurpacht was onveranderlijk. De huurders van de venen, landbouwers en particulieren, waren verplicht bij verkoop (overdracht) van het door hen gebouwde, vijf procent van de verkoopprijs aan de stad Groningen te betalen. Het stadsmeierrecht werd beëindigd met de Herinrichtingswet Oost-Groningen en de Gronings-Drentse Veenkoloniën. Na een periode van drieënhalve eeuw kwam er op 2 november 1988 een einde aan de stadsmeierrechten van de stad Groningen in Oude Pekela en Nieuwe Pekela. De financiële afwikkeling met de gemeente Groningen liet echter nog even op zich wachten, pas in 2007 werd daar overeenstemming over bereikt .